# Castello di Vezio

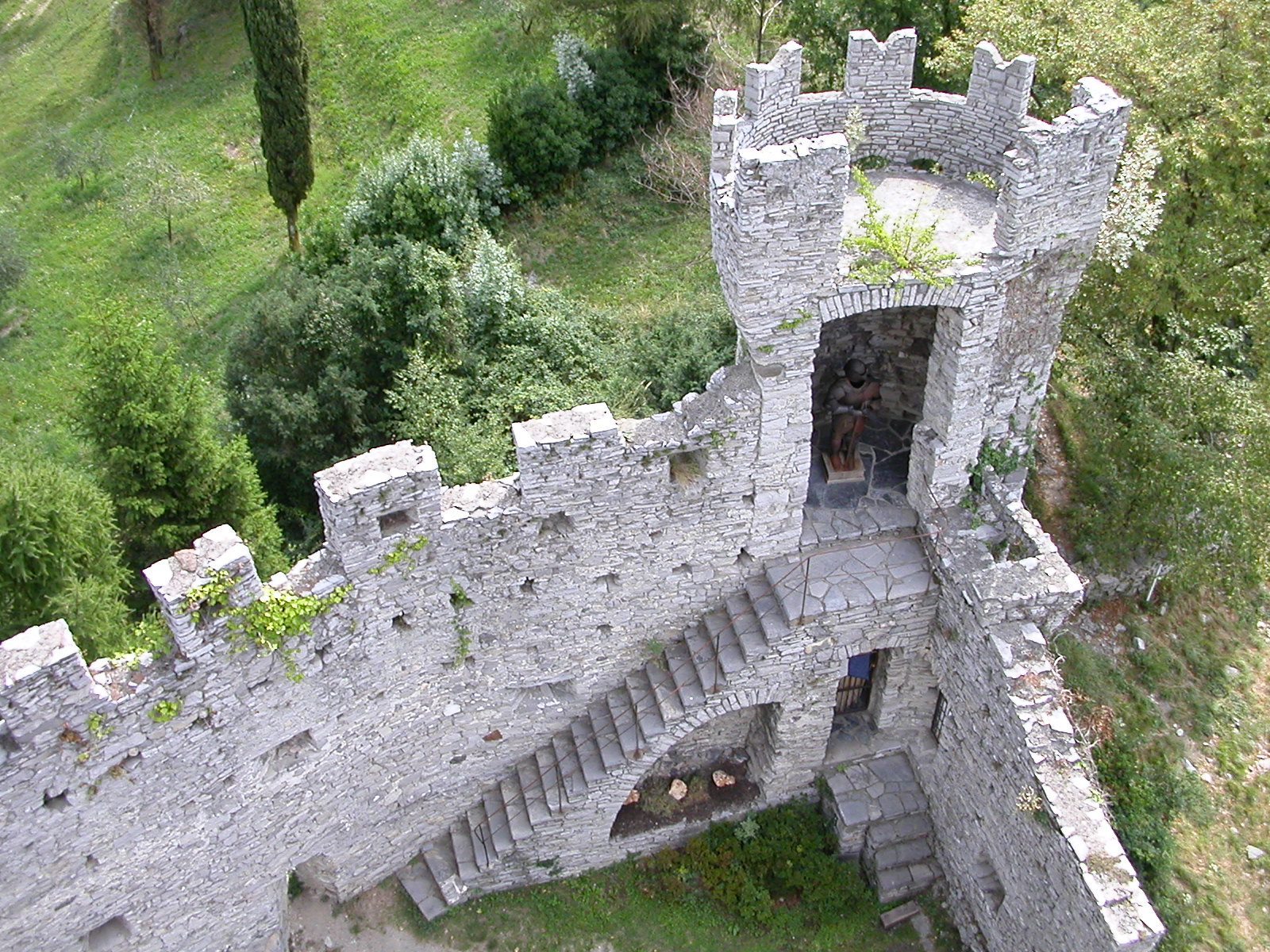
Piccola torre a lato del castello vista dalla torre principale

Il castello di Vezio si erge su un promontorio del monte Fopp sul fondo della Val d'Esino e sovrasta il paese di Varenna. Il castello si trova quasi completamente nel territorio di Varenna, e per una piccola porzione sul territorio di Perledo. La frazione di Vezio appartiene a Perledo in provincia di Lecco.

## Storia
Risalente al XI secolo, il castello fu più volte rimaneggiato nel corso dei secoli.
Nel 1891 si scoprirono alcune tombe risalenti all'età del ferro e nel 1956 affiorarono spade, elmi e frecce in ferro con cuspide triangolare. Al periodo tardoromano risalivano invece un elmo gladio riportati alla luce alla fine dell'Ottocento ma andati successivamente perduti.
La torre, di età comunale, costituiva il nucleo di un borgo fortificato entro cui i varennesi e i profughi dell'isola Comacina si rifugiarono durante gli attacchi sferrati dai comaschi dopo la completa devastazione della stessa isola.
La rocca seguì il destino di Varenna, a cui era stata unita da muri che scendevano fino al lago difendendo il borgo.
Divenne un feudo vescovile insieme a Varenna. Successivamente divenne di proprietà della famiglia Lattuada di Lierna per lungo tempo.
Durante la prima guerra mondiale, poco sotto alla rocca fu installata una postazione legata alle fortificazioni della Frontiera Nord.
Già proprietà degli Sfondrati, il castello appartiene attualmente alla famiglia Greppi.

## Descrizione

### Il castello
Parzialmente restaurato nella metà del XX secolo, oggi il castello si presenta con una torre di avvistamento a base quadrata, accessibile tramite un piccolo ponte levatoio e visitabile fin sulla sommità, circondata da una prima cinta muraria quadrangolare con una parziale torretta angolare.
La torre principale ha una merlatura quadrata uguale a quella del castello di Cly in Valle d'Aosta.

### I giardini e i sotterranei
Passato il bar/biglietteria si percorre un viale in ghiaia che affianca il lato nord del castello. Più avanti, al cancello, si apre alla vista l'intero centro lago di Como. La vegetazione continentale e alpina presente sul lato nord del castello, caratterizzata da castagni, noccioli, pini e larici lascia infatti spazio nella zona esposta verso il lago ad una flora mediterranea caratteristica di climi più temperati e miti: olivi, agavi, rosmarini e piante grasse. Questa peculiarità è dovuta all’azione mitigante del lago sul clima lariano che permette la crescita di specie vegetali caratteristiche di latitudini inferiori. Vi accorgerete infatti di essere in mezzo ad un uliveto, probabilmente il più a nord del mondo, dove viene prodotto un olio extravergine d’oliva di categoria superiore fra i più rinomati e preziosi, che ha recentemente avuto riconosciuta la denominazione d’origine protetta, d.o.p., “Laghi Lombardi Lario”. A sinistra una scalinata in salita fiancheggiata da aiuole di piante aromatiche porta nel giardino degli olivi dove solitamente vengono tenuti i rapaci durante il giorno, da lì, tramite un portone in legno, si entra all’interno delle mura che circondano la torre al cui interno è stata realizzata un’esposizione permanente sul lariosauro, comprendente calchi dei vari esemplari ritrovati nei dintorni di Perledo, Varese e nel resto del mondo. Il Lariosaurus era un rettile di medie dimensioni (fino a 1 metro circa di lunghezza) appartenente ai Sauropterigi, un gruppo estinto di rettili acquatici. Era un animale con collo e cranio relativamente allungati, che viveva in ambienti di laguna salmastra o marino costiero, nutrendosi di pesci che afferrava con i lunghi denti sottili e conici e che inghiottiva interi. La maggior parte degli esemplari ritrovati proviene dal Triassico Medio di Perledo (a poche centinaia di metri dal castello di Vezio) e del Monte San Giorgio, ma recentemente è stato segnalato anche in Cina. Il Lariosauro è uno dei primi rettili fossili descritti dal Triassico Medio dell’Italia settentrionale.
Nei giardini sono presenti dei sotterranei parzialmente visitabili: si tratta di un appostamento del sistema difensivo italiano alla frontiera nord verso la Svizzera, impropriamente noto come "Linea Cadorna", destinato a battere d'infilata la vallata che da Porlezza scende a Menaggio nel caso di un possibile tentativo tedesco di invasione attraverso il neutrale territorio elvetico.Al suo interno ospitava degli obici da 75 mm.

### La falconeria

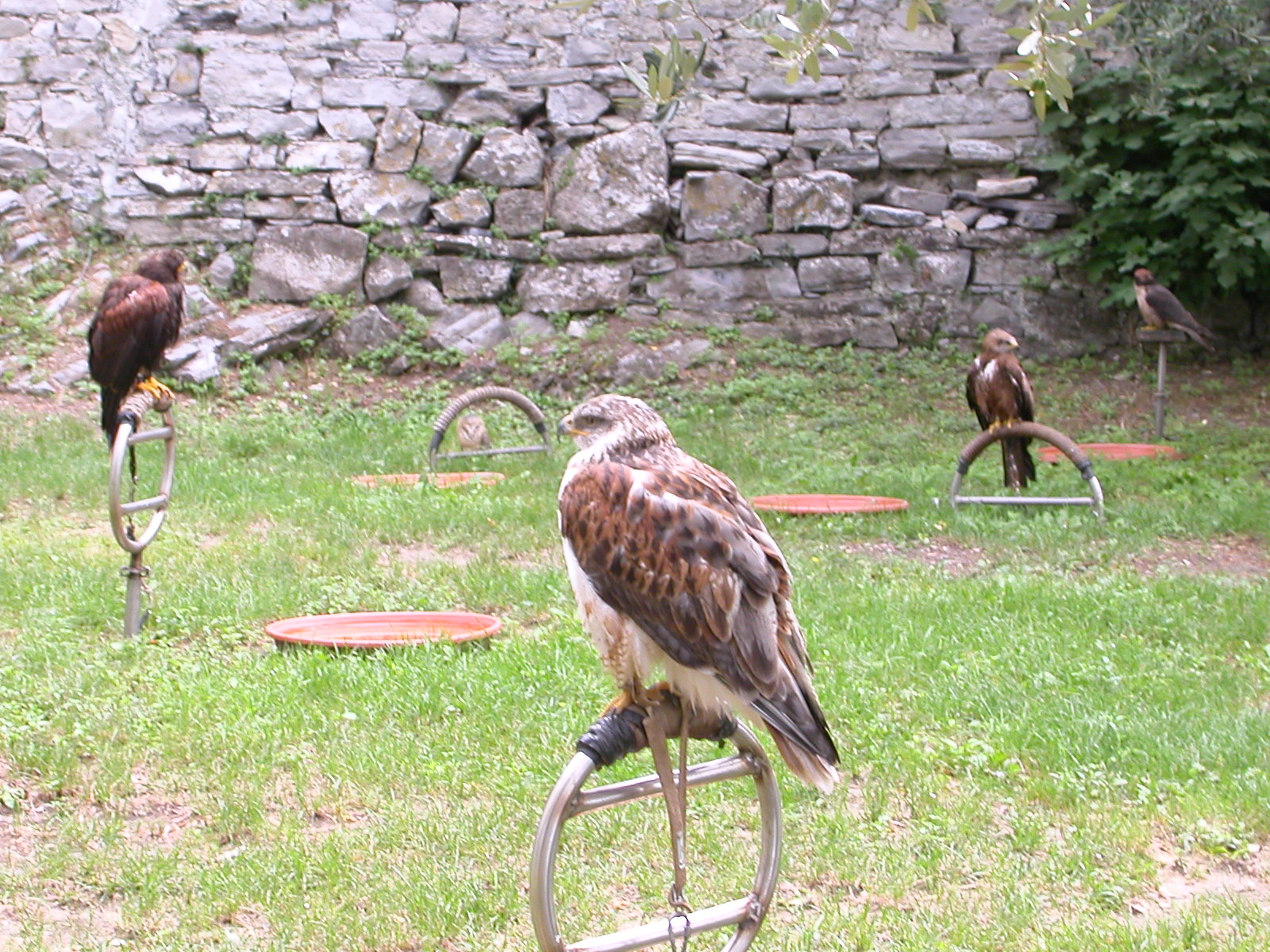
Alcuni falchi allevati al castello

Da alcuni anni il castello di Vezio ospita un centro di cura e addestramento rapaci che permette al pubblico di conoscere, apprezzare e sostenere l'antica arte della falconeria. Le fasi di addestramento si tengono normalmente 5/6 volte la settimana, e sempre tempo permettendo, nel giardino del castello così da potere dare la possibilità ai visitatori di scattare fotografie, vedere da vicino i vari esemplari e farsi intrattenere dal falconiere in spiegazioni sulla storia della falconeria, il suo utilizzo moderno, la biologia e l’addestramento dei rapaci. I rapaci sono esposti nei giorni in cui è previsto il loro volo, tempo permettendo, nel giardino del castello, dall’apertura all’orario della dimostrazione di volo, dopodiché verranno sistemati nei loro ricoveri notturni. Le esibizioni di volo si terranno, sempre condizioni meteorologiche e di salute dei rapaci permettendo, dal giardino. L’orario degli stessi può variare e troverete indicazioni sul sito internet o presso il bar. Previa prenotazione si organizzano spettacoli e laboratori di falconeria a richiesta. Tutti gli animali presenti nel centro sono nati e cresciuti in cattività, non sarebbero pertanto in grado di sopravvivere in natura, e viene loro garantita la miglior forma psico-fisica possibile.

### Il panorama
Dalla cima della torre principale e dal giardino si può godere di un'ampia vista del lago di Como, particolarmente suggestiva nelle giornate più terse. Essendo a strapiombo su Varenna permette infatti di vedere il lago di Como in tutto il suo splendore, tagliato dalla penisola di Bellagio in due rami: a sinistra il ramo di Lecco e frontalmente il ramo di Como. La penisola che si vede in lontananza non è l’isola Comacina ma bensì la penisola di Ossuccio con all’estremità la punta di Balbianello; poco prima sulla destra c’è Villa Carlotta e risalendo la costa si trovano Cadenabbia e Menaggio.

## Galleria d'immagini

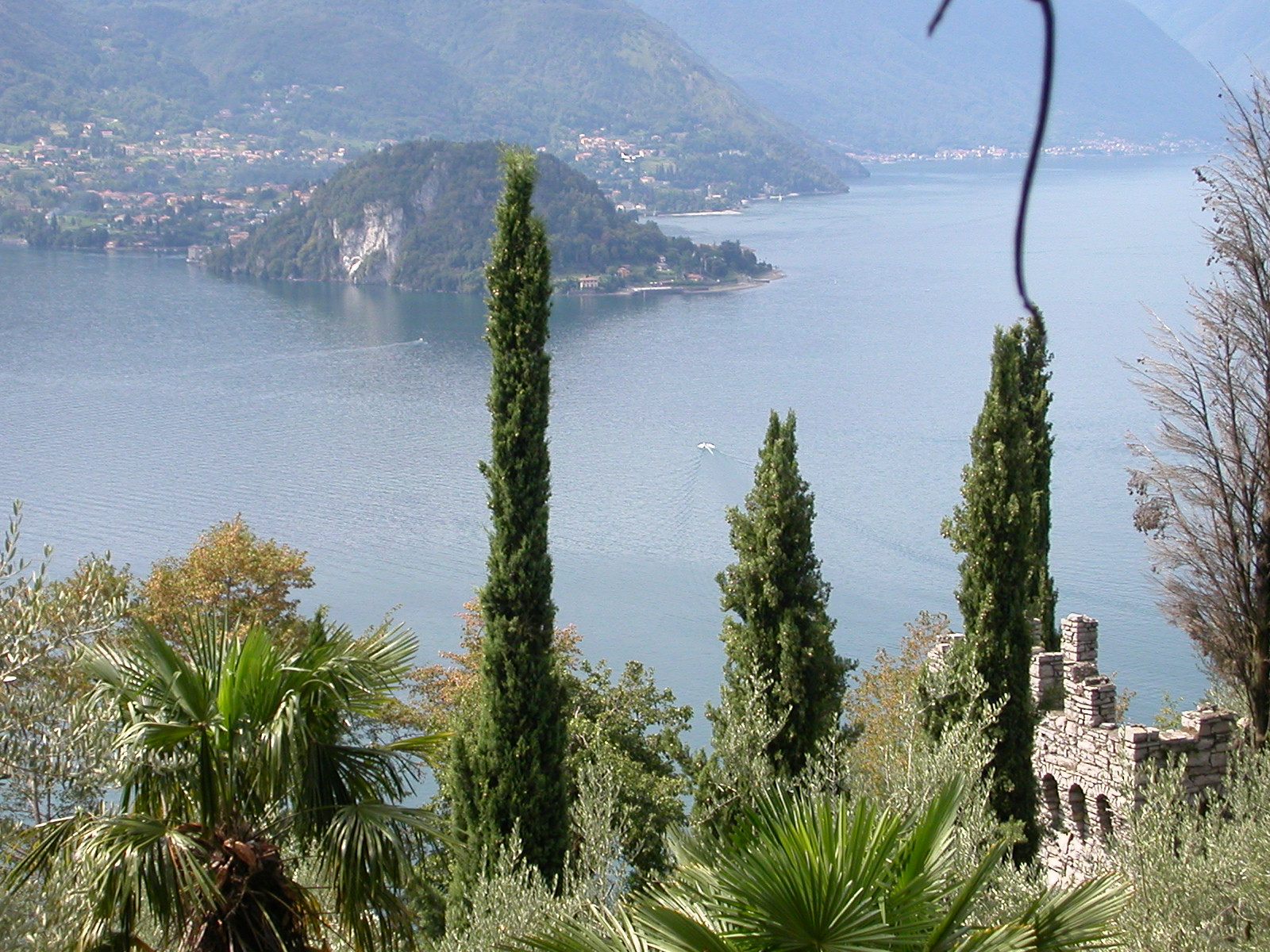
La vista dalla torre principale
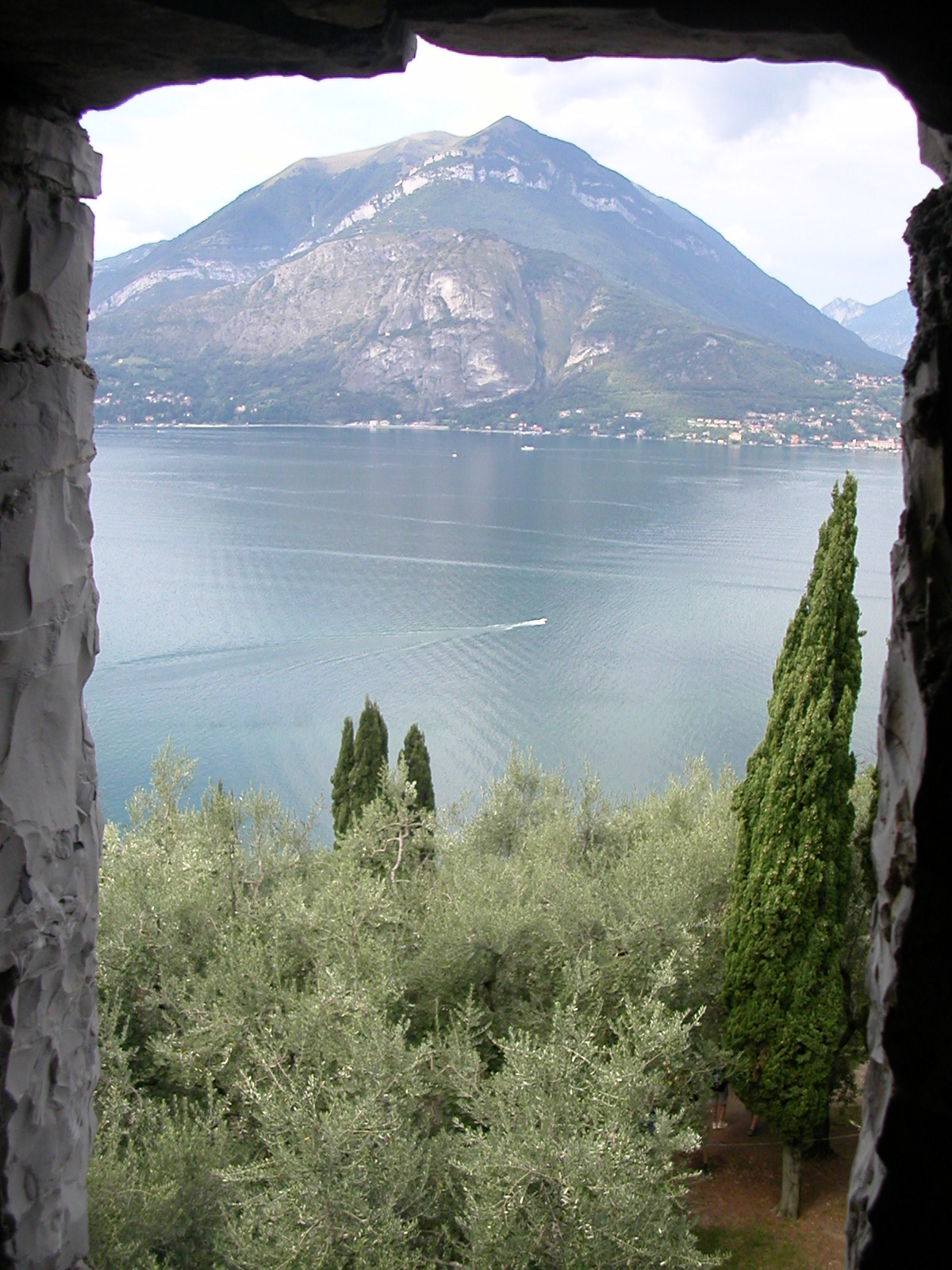
La vista da una finestra della torre principale
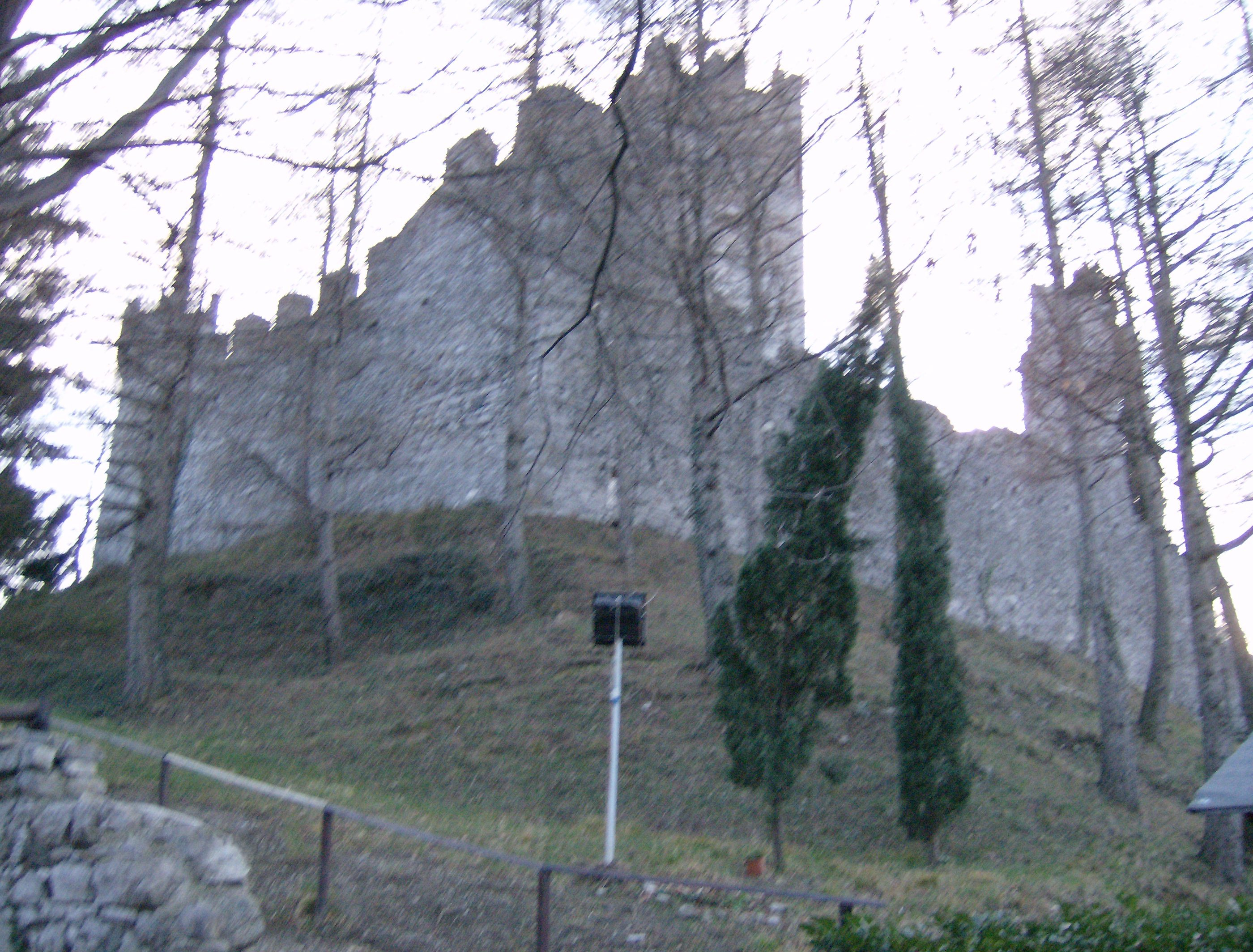
Vista da Il Ristoro del castello
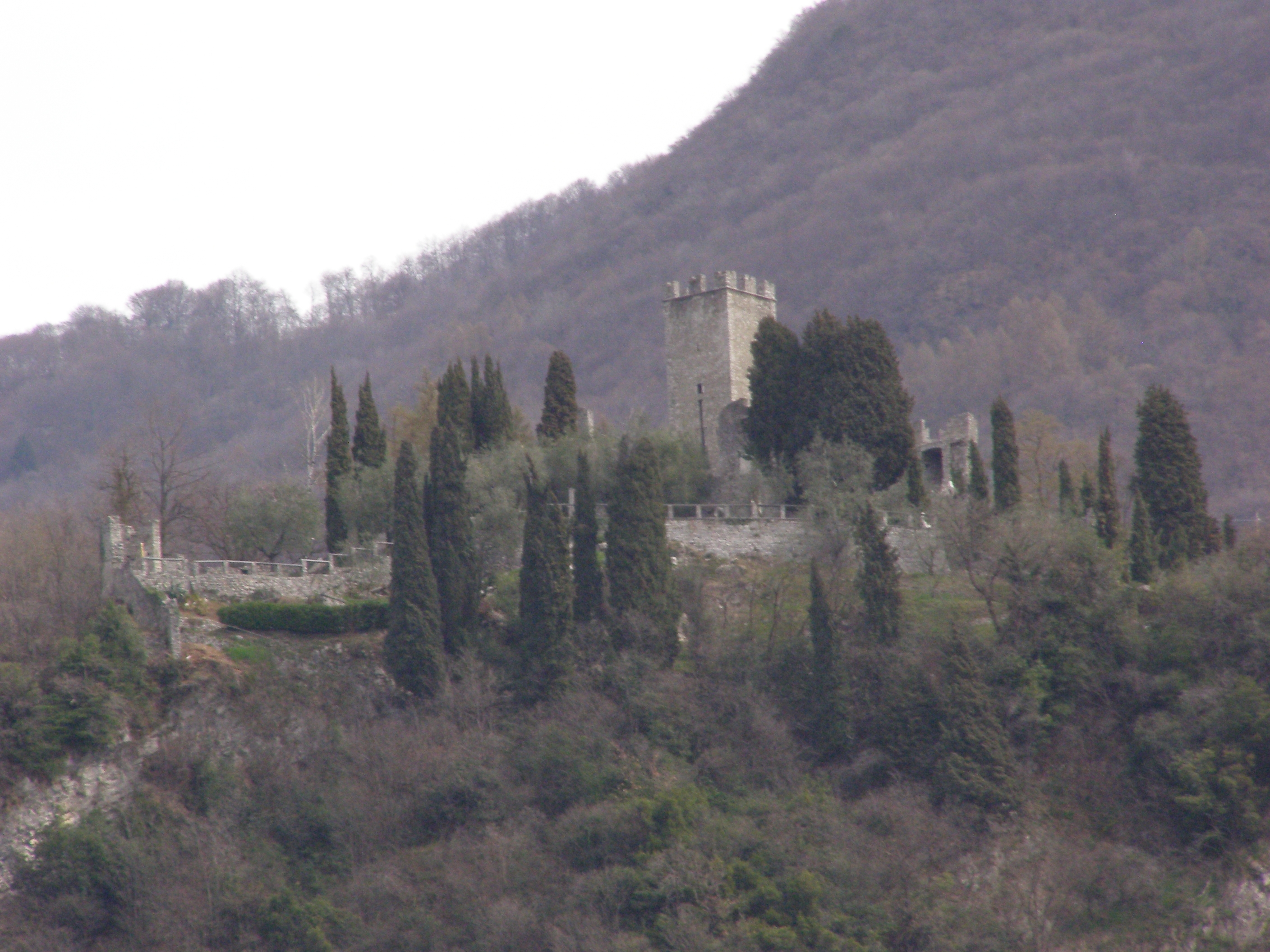
Vista dal sentiero che porta a Varenna